# Pleslin-Trigavou
Pleslin-Trigavou (bretonisch: Plelin-Tregavoù) ist eine französische Gemeinde mit 4.043 Einwohnern (Stand: 1. Januar 2022) im Département Côtes-d’Armor in der Region Bretagne. Sie gehört zum Dinan und zum Kanton Pleslin-Trigavou. Die Einwohner werden Pleslinois(es) bzw. Trigavouais(es) genannt.

## Geographie
Pleslin-Trigavou liegt am Fluss Frémur. Nachbargemeinden sind Tréméreuc im Norden, Pleurtuit im Nordosten, Plouër-sur-Rance im Osten, Taden im Süden, Languenan im Westen und Südwesten sowie Beaussais-sur-Mer mit Ploubalay im Nordwesten.
Durch die Gemeinde führt die Route nationale 176 (Europastraße 401).

## Geschichte
1973 wurden die Gemeinden Pleslin und Trigavou vereinigt.

### Bevölkerungsentwicklung
| Jahr      | 1968 | 1975 | 1982 | 1990 | 1999 | 2006 | 2012 |
| Einwohner | 1235 | 2267 | 2565 | 2830 | 2951 | 3373 | 3418 |

Quellen: Cassini und INSEE Ab 1962: nur Hauptwohnsitze.

## Sehenswürdigkeiten
- Steinreihe Cimetière des Druides, seit 1989 Monument historique
- Kirche Saint-Brigide in Trigavou
- Kirche Saint-Pierre in Pleslin
- Schloss Le Bois de la Motte, seit 1951 Monument historique

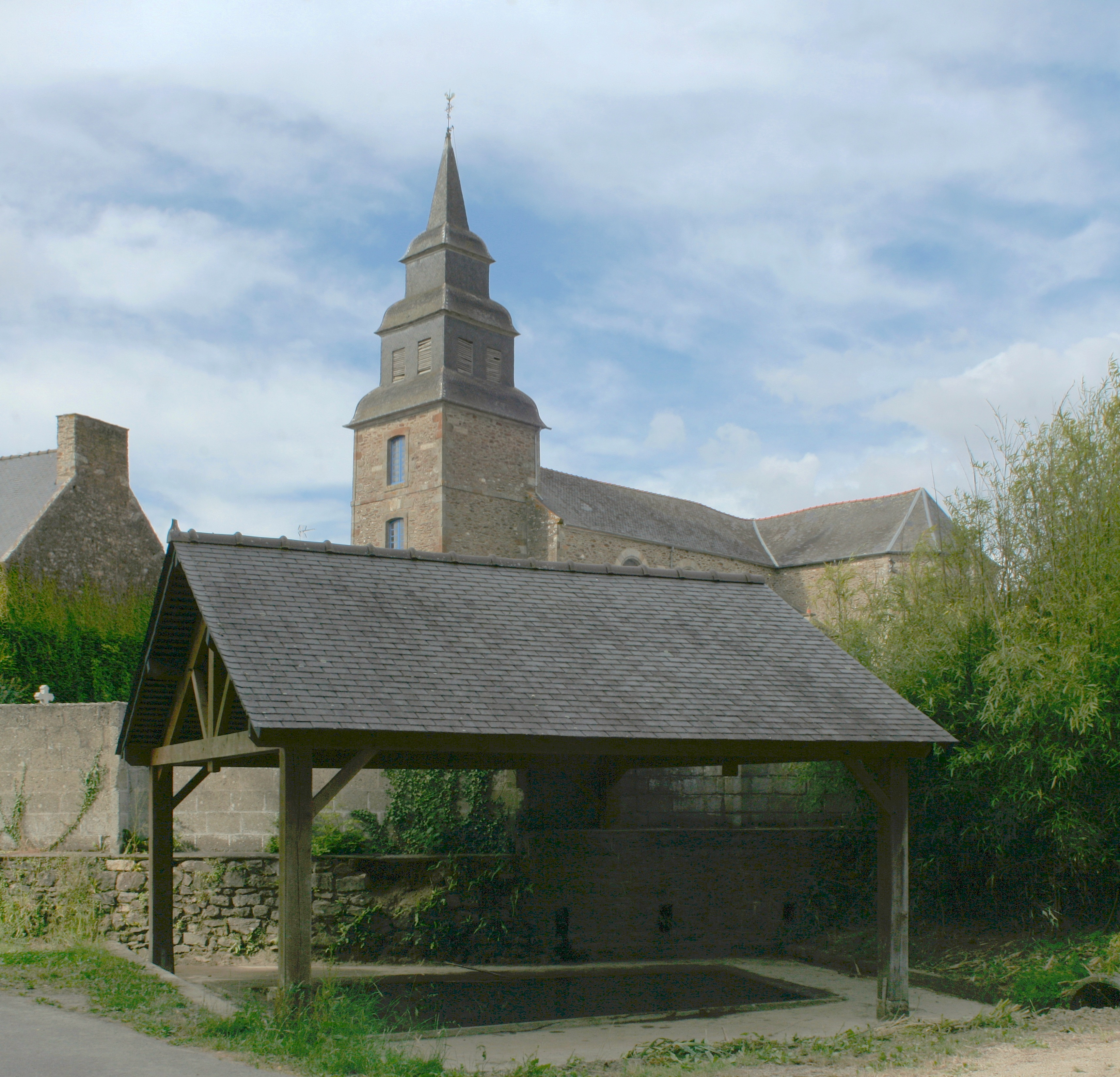
Kirche Saint-Pierre mit Waschhaus
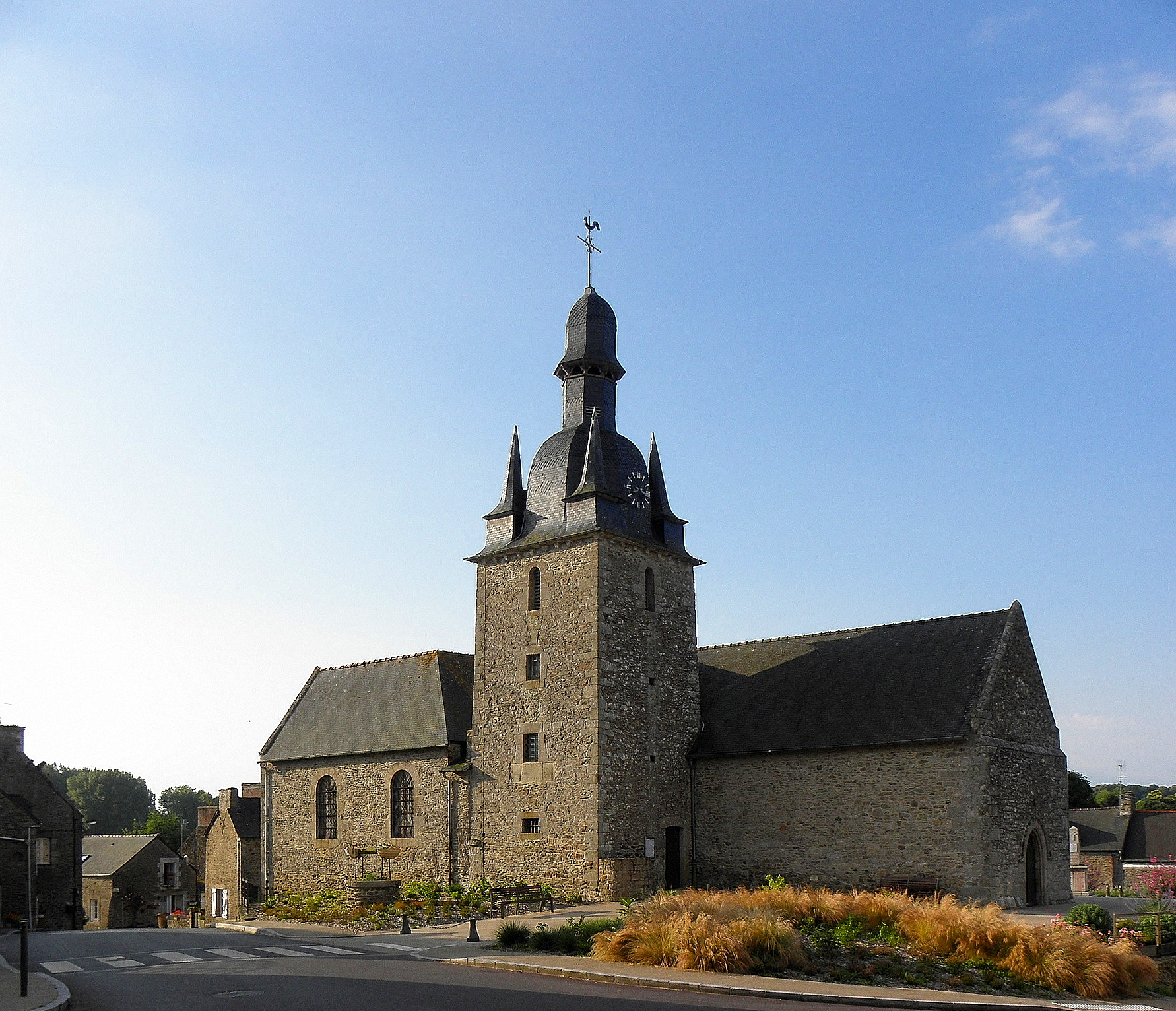
Kirche Saint-Brigide
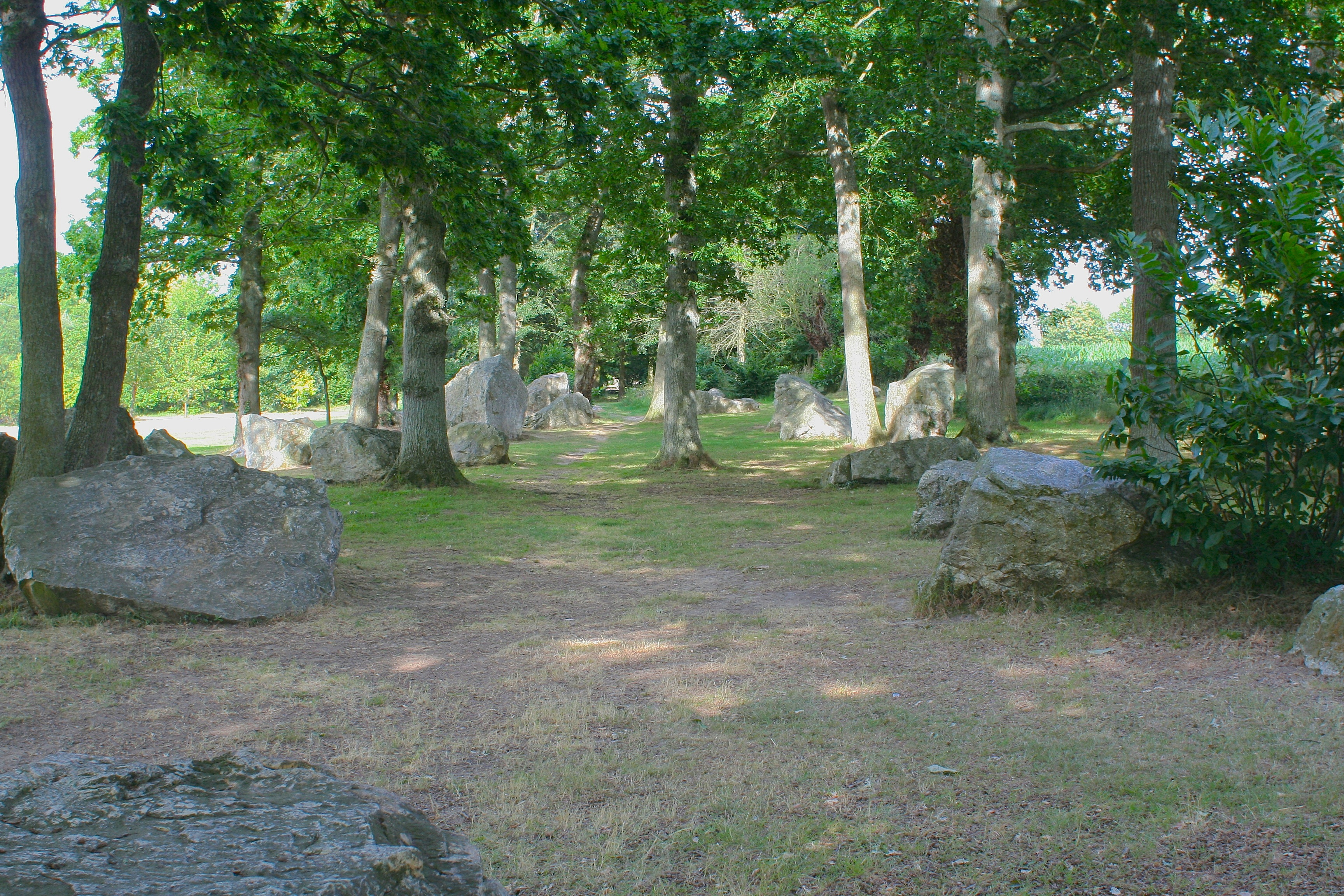
Druidenfriedhof (cimetière des Druides)
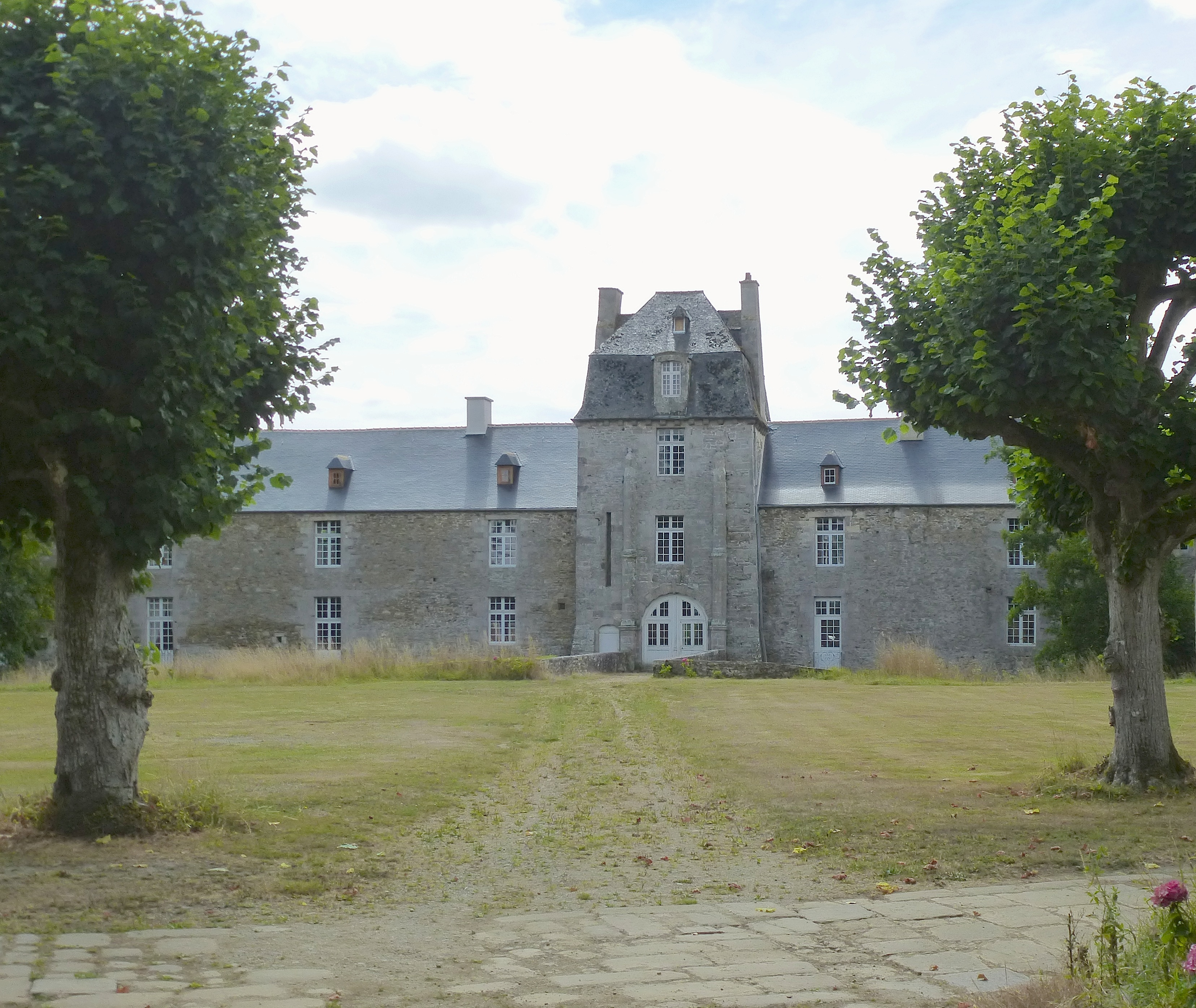
Schloss Le Bois de la Motte

## Persönlichkeiten
- Charles Josselin (* 1938), Politiker (PS), MdEP